# Juillet 1959
Cette page présente les faits marquants du mois de juillet 1959.

## Événements
- 1er juillet : 
  - Le docteur Heinrich Lübke est élu président de l'Allemagne de l'Ouest, au second tour de scrutin, par le collège électoral.
  - Démission du chef des armées le major Pedro Luis Diaz Lanz des forces armées révolutionnaires cubaines.

- 2 juillet : 
  - Mariage du prince Albert, devenu le roi Albert II, et de la princesse Paola Ruffo di Calabria.
  - Selon la police secrète cubaine, les activités contre-révolutionnaires à l'encontre du gouvernement révolutionnaire du premier ministre Fidel Castro sont en augmentation.
  - Mise en service du pont de Tancarville sur la Seine.

- 3 juillet : 
  - le docteur Nnamdi Azikiwe, premier ministre du Nigeria oriental, décide de rechercher l'aide technique des États-Unis et son investissement industriel pour développer le système éducatif et l'économie de son pays.
  - Formule 1 : quatrième grand prix de la saison 1959 en France, remporté par Tony Brooks sur Ferrari.

- 4 juillet : les îles Caïmans séparées de la Jamaïque, restent une colonie de la couronne britannique.

- 5 juillet :
  - En Israël, le Premier ministre David Ben Gourion se résigne à mettre fin à la coalition des quatre partis, qui gouverne le pays.
  - La Croix-Rouge reconnaît la méthode de respiration artificielle du bouche-à-bouche.
  - Indonésie : Soekarno dissout l’Assemblée de 1955 qui ne parvient pas à rédiger une Constitution. Il institue un Conseil consultatif suprême et Conseil nationale de planification.
  - Formule 1 : victoire du britannique Tony Brooks sur une Ferrari au Grand Prix automobile de France.

- 6 juillet : 
  - Le land de Sarre revient dans le giron de la République fédérale allemande.
  - Mahmoud Chaltout, recteur de la mosquée al-Azhar du Caire délivre une fatwa historique reconnaissant le Jafarisme (Ja’fari) ou ach-Chia al-Imamiyya al-Ithna ‘Achariyya (c'est-à-dire le douzième imam des chiites) comme une madhhab, une école juridique musulmane qui est religieusement correcte à suivre dans le culte, comme le sont d'autres écoles de pensée sunnites.

- 8 juillet :  les premiers soldats américains meurent au combat au Viêt Nam.

- 10 juillet :  
  - Des scientifiques américains, britanniques et soviétiques, recommandent que soient mis en orbite des satellites capables de détecter les explosions nucléaires dans l'espace extra-atmosphérique.
  - Au Cambodge, Norodom Sihanouk se nomme Premier ministre.

- 13 juillet : un éducateur américain propose que les dons aux collèges et universités, faits par des personnes privées puissent être déductibles de leur déclaration d'impôt.

- 14 juillet : 
  - La Marine américaine lance son premier croiseur à propulsion nucléaire.
  - Le bureau fédéral de l'emploi américain a annoncé que le nombre de personnes employées est passé en un mois (mi-mai à mi-juin) de 66,016 millions à 67,342 millions (en absorbant 2 millions d'étudiants et en faisant baisser le chômage de 180 000).
  - Le dernier chef des forces aériennes cubaines, le major Pedro Luis Diaz Lanz, déclare au Sénat américain que Fidel Castro et ses lieutenants sont membres de l'organisation internationale communiste.
  - Le commandant Vladimir S. Ilyushine atteint 28 852 m et bat le record du monde à bord d'un Sukhoï T-431[1], version expérimentale dérivée du Soukhoï Su-9.

- 15 juillet : 
  - Le président Charles de Gaulle installe la première assemblée de la Communauté française, composée de 155 membres métropolitains et de 129 membres représentant les territoires d'outre-mer.
  - Arrestation par les forces françaises de 93 Camerounais des forces de sécurité accusés d'être responsables des attaques terroristes récemment commises dans les régions de Yaoundé et de Douala au Cameroun.
  - Début d'une grève générale des travailleurs des industries sidérurgiques aux États-Unis.
  - Le Premier ministre japonais Kishi, en visite à Londres pour une mission économique de quatre jours, promet que le Japon n'adoptera jamais une politique de neutralité malgré « les incertitudes de l'Extrême-Orient ».

- 16 juillet : 
  - Castro dénonce les ennemis de la révolution et, assuré de sa popularité, démissionne. D’impressionnantes manifestations réclament immédiatement son retour, et alors qu’Urriata se retire le 18, Castro reprend triomphalement son retour[2].
  - Mise en fonction du télescope de 120 pouces du mont Hamilton en Californie. C'est le plus grand télescope après celui de 200 pouces du mont Palomar, et sera utilisé par les chercheurs de l'Université de Californie.
  - Nikita Khrouchtchev donne son « engagement solennel » que l'URSS ne commencerait « jamais, jamais, jamais » une guerre.

- 17 juillet :
  - Le président cubain Manuel Urrutia Lleó démissionne en raison des divergences de vues avec le Premier ministre Fidel Castro au sujet de la réforme des terres et de la peine de mort pour les contre-révolutionnaires.
  - Le président Eisenhower proclame la semaine de 19 au 25 juillet « Semaine des Nations Captives » en l'honneur des peuples du bloc soviétique.
  - Le Tibet abolit le servage.
  - Le Docteur Leaky découvre le plus ancien crâne humain (vieux de 600 000 ans).

- 18 juillet :
  - Les syndicats des marins italiens commandent à leurs 50 000 membres d'arrêter une longue grève de 40 jours qui a paralysé les échanges commerciaux du pays et les bateaux de commerce italiens dans les ports.
  - Des ouvriers du Pirée (port maritime d'Athènes) découvrent trois statues du VIe siècle av. J.-C., les plus anciennes statues de bronze jamais découvertes.
  - L'Américain William Wright est le premier joueur de golf noir à gagner un tournoi majeur de golf.
  - Formule 1 : cinquième grand prix de la saison 1959 en Grande-Bretagne, remporté par Jack Brabham sur Cooper-Climax.

- 19 juillet : 
  - Une révolte pro-communiste accompagnée d'une mutinerie armée éclate à Kirkouk, centre pétrolier du kurdistan irakien, avec comme conséquence un début de guerre civile et des centaines d'incidents.
  - Déclaration de Sanniquellie au Liberia[3]. Kwame Nkrumah (Ghana), Sékou Touré (Guinée) et William Tubman du Liberia se prononcent pour une « Communauté » d’État africains qui conserveraient leur souveraineté et ne s’ingéreraient pas dans les affaires intérieures des autres.
- 20 juillet :  l'organisation américaine OEEC (Organization for European Economic Cooperation) accueille l'Espagne comme membre et annonce un programme d'aide international de 375 millions US dollars pour revitaliser l'économie espagnole.

- 21 juillet : 
  - Formation de l'AELE (Association européenne de libre échange) entre les pays européens ne voulant pas entrer dans le marché commun.
  - Lancement du Savannah, premier cargo civil américain propulsé à l'énergie nucléaire.
  - Les forces armées irakiennes loyales au premier ministre Kassem regagnent le contrôle de la région de Kirkouk après une semaine de combats contre les guérillas communistes, nationalistes kurdes et les factions religieuses musulmanes.
- Espagne : application du plan de stabilisation et d’assainissement financier : redressement du budget de l’État par la réduction des dépenses et l’augmentation de la fiscalité, dévaluation de la monnaie de 30 %, libéralisation du commerce extérieur[4].

- 22 juillet :
  - Les troupes françaises engagent une offensive majeure contre 5 000 combattants nationalistes algériens dans les montagnes de Kabylie à l'est d'Alger.
  - Le Vice-Président américain Richard Nixon s'envole pour Moscou pour ouvrir l'exposition nationale américaine et une visite de 11 jours en Russie.

- 23 juillet :  les producteurs américains de blé de 39 États votent la continuation du système des quotes-parts pour la septième année consécutive. Cette politique leur assure des prix soutenus à $1,77 le boisseau.

- 24 juillet : 
  - Formation au Kenya d'un parti national multi-racial.
  - Le Roi Mahendra installe le premier Parlement élu de l'histoire du Népal.
  - Richard Nixon est envoyé à Moscou.

- 25 juillet : 
  - L'aéroglisseur SRN-1 effectue son premier survol d'essai entre l'Angleterre et la France, bien qu'il n'y aura pas de service régulier d'aéroglisseur avant 1968.
- Création par la France du Fonds d’aide et de coopération (FAC)[5], en remplacement du FIDES. La France signera 138 conventions ou accords de coopération avec les nouveaux États de l’Afrique noire et 164 conventions ou accords de coopération avec les États du Maghreb, dont 72 pour l’Algérie, 49 pour le Maroc et 44 pour la Tunisie entre juillet 1959 et le 17 juillet 1963.

- 26 juillet : décrivant Israël comme un « crime établi par trahison et impérialisme », le Président Nasser déclare, lors d'un rassemblement : « nous exterminerons Israël » si un autre conflit se produit.

- 30 juillet : premier vol du Northrop F-5 Freedom Fighter.

- 31 juillet :
  - Georges Cabana obtient que la basilique-cathédrale Saint-Michel de Sherbrooke soit érigée en basilique mineure.
  - Création de l'organisation séparatiste basque ETA (Euzkadi ta Azkatasuna, Pays basque et liberté), qui bénéficiera d’un soutien du clergé espagnol.

## Naissances
- 1er juillet : Anne Smith, joueuse de tennis américaine (États-Unis).
- 4 juillet : Victoria Abril, actrice espagnole (Espagne).
- 6 juillet : Richard Dacoury, Joueur de basket ball français (France).
- 7 juillet : Wanda Bieler, skieuse alpine valdôtaine (Italie).
- 9 juillet : Jim Kerr, chanteur britannique du groupe Simple Minds (Royaume-Uni).
- 11 juillet :
  - Fabienne Chauvière, journaliste française († 11 février 2024).
  - Suzanne Vega, auteur, compositeur, interprète américaine (États-Unis).
  - Richie Sambora, guitariste du groupe américain Bon Jovi (États-Unis).
  - Tobias Moretti, acteur autrichien (Autriche).
- 12 juillet : Rémy Sarrazin, musicien, comédien et producteur français (France), Olivier Merbau, écrivain et navigateur français.
- 15 juillet :
  - Patrick Timsit, acteur et humoriste français (France).
  - Vincent Lindon, acteur français (France).
  - Anne Fontaine, actrice et réalisatrice français (France).
- 17 juillet : Janet Lynn Kavandi, astronaute américaine (États-Unis).
- 19 juillet : Yehuda Meshi Zahav, militant israélien († 29 juin 2022).
- 22 juillet : Moncef Slaoui, chercheur immunologiste et dirigeant d'entreprise belgo-américain d'origine marocaine.
- 23 juillet : Li Qiang, personnalité politique chinois.
- 26 juillet : 
  - Kevin Spacey, acteur américain (États-Unis).
  - Franca Maï, écrivain et actrice française, († 8 février 2012).
- 27 juillet : Carlos Vila Nova, homme politique santoméen.

## Décès
- 10 juillet : Marcel Van, rédemptoriste vietnamien (° 1928).
- 17 juillet : Billie Holiday, chanteuse américaine de jazz et blues (° 1915).
- 25 juillet :
  - Narciso Bassols (62 ans), à la suite d'une mauvaise chute de vélo. Il fut le fondateur et le chef du Parti populaire de gauche mexicain.
  - Isaac Halevi Herzog (70 ans), d'origine polonaise et rabbin en chef d'Israël.